# 整洁短浆蟹
整洁短浆蟹（学名：Thalamita integra）为梭子蟹科短浆蟹属的动物。分布于本种广泛地分布于热带印度-太平洋区、从夏威夷、塔希提、日本、澳大利亚向西、印度、红海、马达加斯加、东非以及中国大陆的海南岛、西沙群岛等地，生活环境为海水，多栖息于水深7-9米的沙质海底或死珊瑚块下。其生存的海拔范围为-9至-7米。